# Hongalavadi, Chamarajanagar
Hongalavadi là một làng thuộc tehsil Chamarajanagar, huyện Chamarajanagar, bang Karnataka, Ấn Độ.